# Philipp Wolfrum

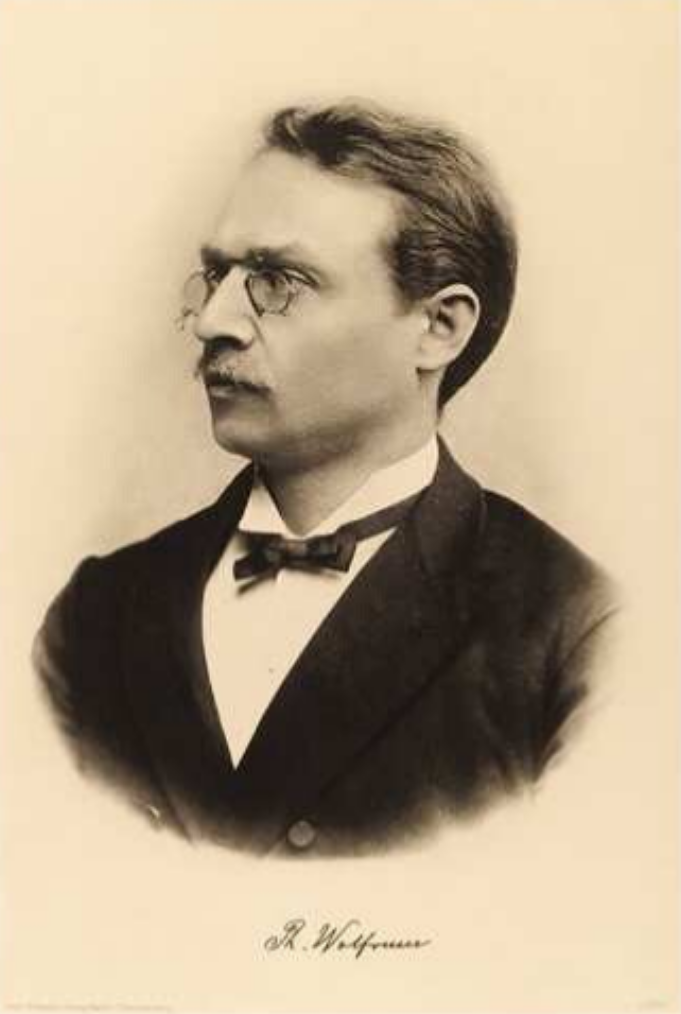
Fotografi Philipp Wolfrum

Philipp Julius Wolfrum, född 17 december 1854 i Schwarzenbach am Wald, Oberfranken, död 8 maj 1919 i Samedan, var en tysk musiker.
Wolfrum var elev vid musikskolan i München och blev 1884 musikdirektor och organist vid Heidelbergs universitet, där han, efter i Leipzig 1890 förvärvad filosofie doktorsgrad, tillika blev professor i musikvetenskap 1898 och teologie hedersdoktor 1910. Han utnämndes 1907 till generalmusikdirektor. 
Wolfrum dirigerade Bachföreningens konserter och Badens evangeliska kyrkokör. Han komponerade orgel- och kammarmusikverk, pianostycken, solo- och körsånger samt julspelet Weihnachtsmysterium (1899), som vann stor spridning. Han författade bland annat en biografi över Johann Sebastian Bach (två band, 1906).